# All-Star Game de las Grandes Ligas de Béisbol

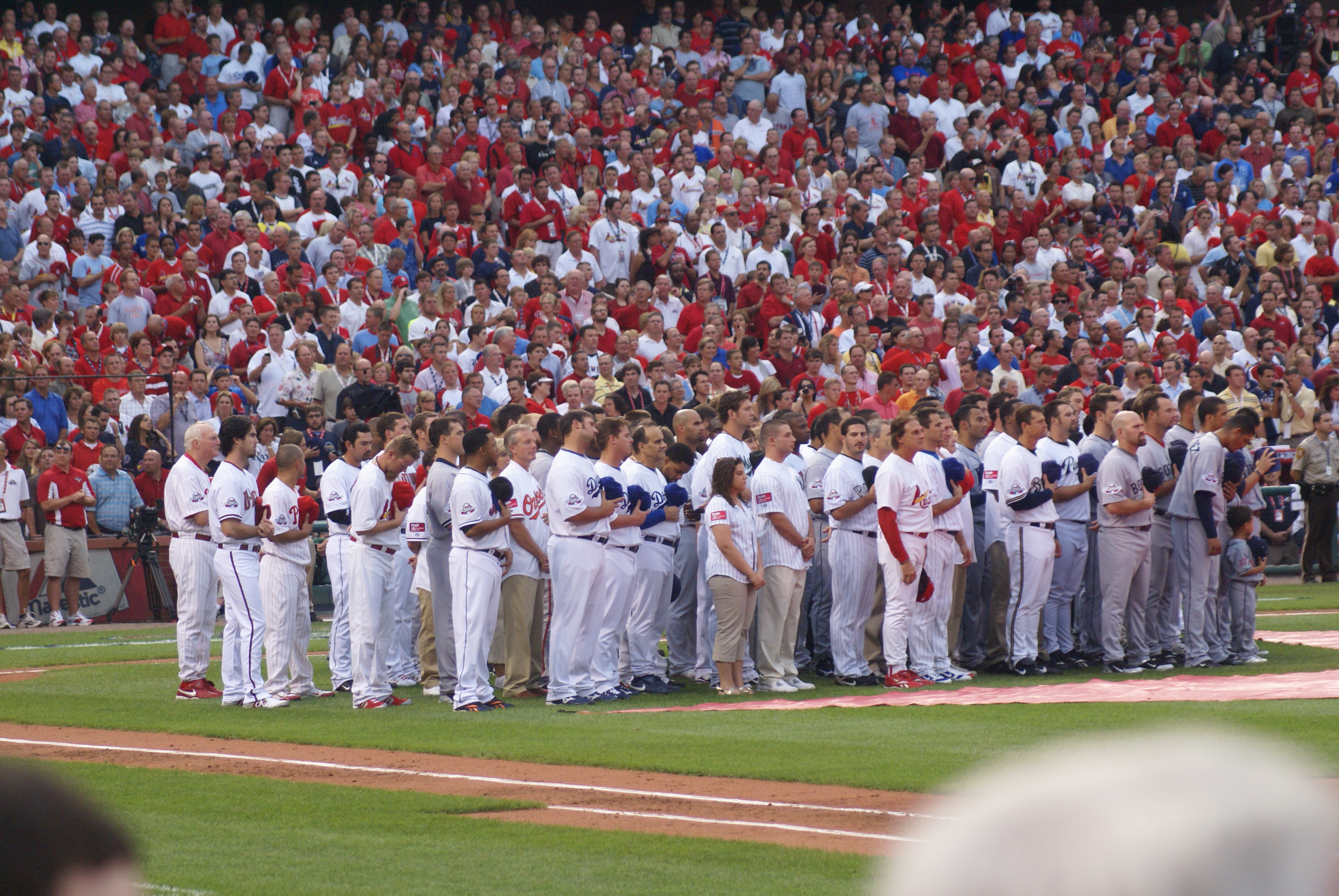
Plantel del Juego de Estrellas de las Grandes Ligas de Béisbol de 2009.

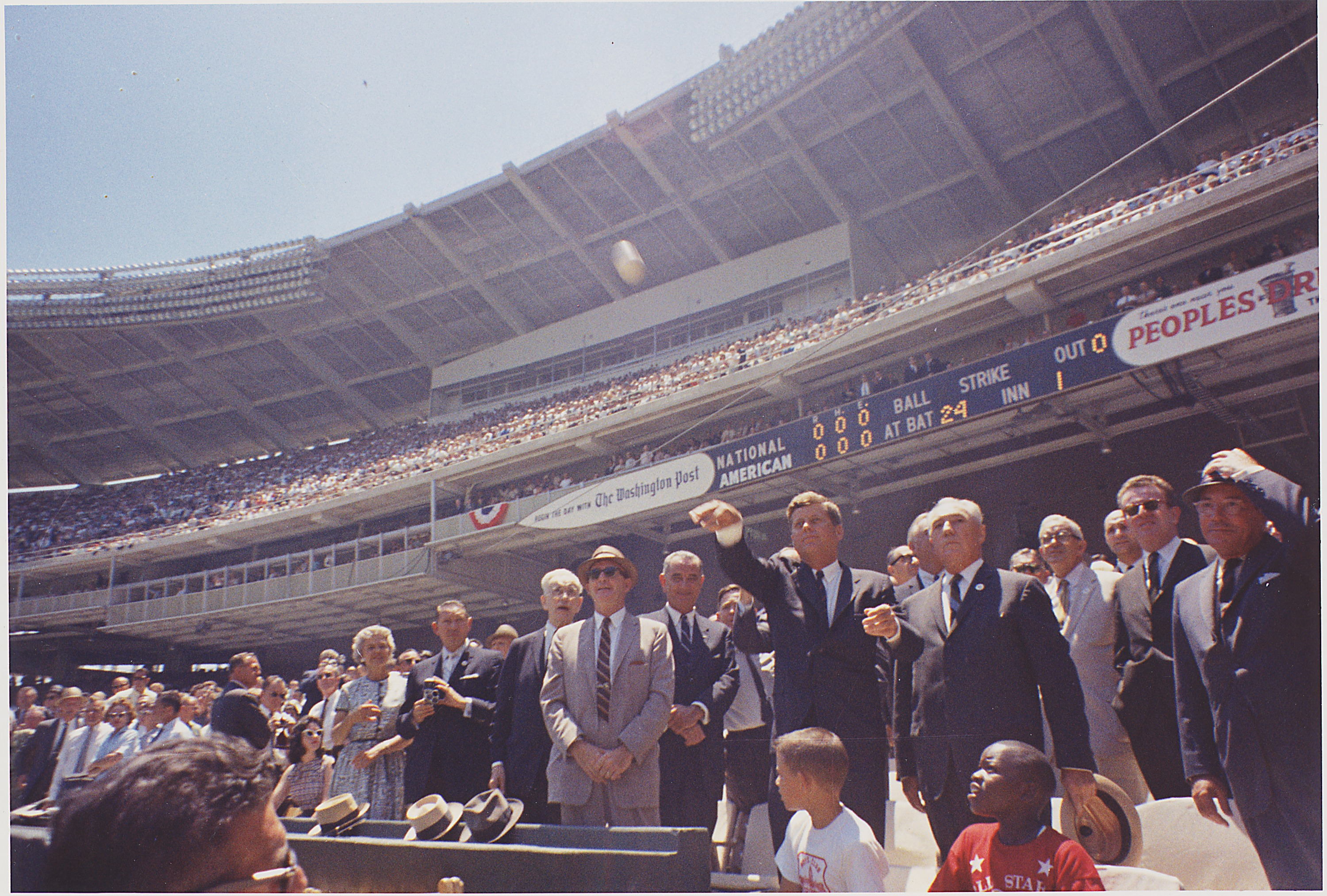
Presidente John F. Kennedy lanzando la primera pelota en el Juego de las Estrellas de 1962.

El All-Star Game de las Grandes Ligas de Béisbol (en inglés: Major League Baseball All-Star Game) es un partido de exhibición anual de béisbol organizado por las Grandes Ligas de Béisbol (MLB) entre los mejores jugadores de la Liga Nacional y la Liga Americana. Tiene lugar a mediados de julio y marca la mitad de la temporada regular de la MLB.

## Elección de la sede
La sede es elegida por las Grandes Ligas y tradicionalmente alterna entre ambas ligas participantes. (Esta tradición se rompió en el 2007, cuando los Gigantes de San Francisco fueron los anfitriones para el Juego de Estrellas de ese año. Los Piratas de Pittsburgh fueron la sede del 2006). El "equipo de la casa" es la liga a la cual pertenece el equipo del estadio donde se juega. Los criterios de elección son subjetivos, pero en la mayoría de los casos, ciudades que tienen nuevos parques y aquellas que no han tenido un juego en ellas en mucho tiempo tienden a ser las más probables. Desde los años 2015 al 2018, cuatro equipos de la Liga Nacional, Rojos de Cincinnati, Padres de San Diego, Marlins de Miami y Nacionales de Washington fueron sedes. Los Indios de Cleveland fue el escenario del Juego de Estrellas del 2019, primera vez desde 2014 que un equipo de la Liga Americana realiza el clásico de mitad de temporada. En el 2020 Los Dodgers de Los Ángeles iba a organizar el Juego de Estrellas, pero fue cancelado por primera vez desde 1945, y le otorgaron el juego anual para el 2022, después que los Bravos de Atlanta organicen el Juego de Estrellas del 2021.

## Los equipos
El mánager del equipo de cada liga es el mánager del campeón de la liga del año anterior. Este honor se le otorga a la persona y no al equipo, por lo que es posible que el seleccionado no siga perteneciendo al equipo con el cual ganó (como ocurrió en el 2003, cuando Dusty Baker dirigió al equipo de la Liga Nacional a pesar de haberse mudado del equipo subcampeón (Gigantes) a los Cachorros durante el receso entre temporadas. Los coaches son elegidos por el mánager.
Cada equipo consiste de 32 jugadores, seleccionados en una de las siguientes maneras:
- Votación de los fanáticos: los fanáticos votan por los jugadores abridores para el Juego de Estrellas, con boletas distribuidas en los juegos de béisbol antes de la mitad de la temporada y, en años recientes, por internet. Cuando se juega en un estadio de la Liga Americana, el bateador designado se elige también de esta manera. Comenzando con el Juego de Estrellas del año 2011, se usara el bateador designado en los estadios de las ligas Nacional y Americana.
- Votación de los jugadores:hasta la fecha, los lanzadores y un jugador sustituto para cada posición son elegidos por otros jugadores. Si este jugador coincide con el seleccionado por el público, entonces el segundo lugar en esta categoría es elegido para el equipo.
- Selección del mánager (primera parte): el dirigente y la Oficina del Comisionado rellenan la plantilla hasta tener 31 jugadores.
- Votación final: luego que las listas de 31 jugadores para cada liga es anunciada, los fanáticos votan por un jugador adicional, elegidos de una lista provista por el mánager y la Oficina del Comisionado.
- Selección del mánager (segunda parte): luego de la votación final, el mánager y la Oficina del Comisionado reemplazan a aquellos jugadores que estén lesionados o rechacen la invitación. Cada equipo de las Grandes Ligas tiene por lo menos un puesto garantizado en el evento.

Entre 1935 y 1946, el mánager de cada equipo seleccionaba a todos los jugadores. Los fanáticos recibieron el derecho a votar en los ocho abridores (excluyendo al lanzador) a partir de 1947. En 1957, fanáticos de los Rojos sabotearon las votaciones y eligieron a un jugador de los Rojos para cada posición, excepto el primera base. El comisionado Ford Frick, intervino y eliminó a dos jugadores de los Rojos de la alineación. Los fanáticos perdieron el derecho a votar hasta 1970. Entre 1958 y 1969, jugadores, coaches y mánagers hicieron la elección.  Rico Carty fue el primer jugador seleccionado a un equipo All-Star al ser añadido en 1970 por los fanes por escrito, el primer año que la votación fue devuelta a los aficionados. Steve Garvey fue el segundo jugador de la historia seleccionado a un equipo All-Star como un candidato por escrito por los aficionados, en 1974. Más tarde fue el Jugador Más Valioso de ese juego, así como el MVP de la Liga Nacional de ese año. En los Juegos de Estrellas de los años 2014 y 2015, Mike Trout, jardinero de Los Angeles Angels fue galardonado con el Jugador más Valioso por dos años consecutivos.

## Empates
En el Fenway Park el 31 de julio de 1961, en Boston, Massachusetts, el primer empate en Juegos de Estrellas en la historia de las Grandes Ligas tuvo lugar cuando el juego fue detenido luego de la novena entrada debido a la lluvia.
Luego de un controvertido empate en el juego de 2002, con sede en Milwaukee, Wisconsin,  cuando ambos equipos se quedaron sin lanzadores luego de 11 entradas, y en respuesta a las quejas de los fanáticos que la atmósfera de los juegos había sido reducida a un mero encuentro casual en vez de una competencia, se cambiaron las reglas para darle "significado" al Juego de Estrellas e incentivos adicionales para buscar la victoria. Del temporada de 2003 hasta el 2016, la liga que gane el juego tiene la ventaja de la sede en la Serie Mundial. Anteriormente, la ventaja de la sede era alternada entre un año y otro. A partir del 2017 al presente, el campeón de la liga nacional o americana que tuvo más victorias que el otro campeón en la temporada regular, tiene la ventaja de abrir en su estadio la serie mundial.

## Curiosidades
En 1945, debido a severas restricciones para viajar, el Juego de Estrellas programado para jugarse en Boston fue cancelado.
Hubo dos Juegos de Estrellas por año entre 1959 y 1962. El segundo juego fue añadido para recaudar fondos para las pensiones de los jugadores, así como para otras causas.

## Eventos durante el Fin de Semana de Estrellas
Desde 1985, el Festival de cuadrangulares (Home Run Derby), un evento entre los líderes en el encasillado de jonrones se ha jugado el día anterior al Juego de Estrellas. Además, un juego de softbol entre celebridades se juega antes de la Competencia de Jonrones. Los equipos son regularmente una mezcla entre antiguas estrellas del equipo sede así también como celebridades de la música, cine y la televisión y también, un juego de las futuras estrellas (Futures Game), que inició en el año 1999, con jugadores de las Ligas Menores, entre el equipo Resto del Mundo contra el equipo de Estados Unidos, se juega el domingo antes del Juego de Estrellas.

## Juegos de las Estrellas de las Grandes Ligas (1933-presente)
| Fecha               | Liga ganadora | Resultado | Sede | Club sede | Asistencia | MVP |
| ------------------- | --- | --- | --- | --- | --- | --- |
| 6 de julio de 1933  | Americana | 4–2 | Comiskey Park | Chicago White Sox | 47,595 | |
| 10 de julio de 1934 | Americana | 9–7 | Polo Grounds | New York Giants | 48,368 | |
| 8 de julio de 1935  | Americana | 4–1 | Cleveland Stadium | Cleveland Indians | 69,812 | |
| 7 de julio de 1936  | Nacional | 4–3 | National League Park                                                                                                 | Boston Bees | 25,556 | |
| 7 de julio de 1937  | Americana | 8–3 | Griffith Stadium | Washington Senators                                                                                                  | 31,391 | |
| 6 de julio de 1938  | Nacional | 4–1 | Crosley Field | Cincinnati Reds | 27,067 | |
| 11 de julio de 1939 | Americana | 3–1 | Yankee Stadium | New York Yankees | 62,892 | |
| 9 de julio de 1940  | Nacional | 4–0 | Sportsman's Park | St. Louis Cardinals                                                                                                  | 32,373 | |
| 8 de julio de 1941  | Americana | 7–5 | Briggs Stadium | Detroit Tigers | 54,674 | |
| 6 de julio de 1942  | Americana | 3–1 | Polo Grounds | New York Giants | 34,178 | |
| 13 de julio de 1943 | Americana | 5–3 | Shibe Park | Philadelphia Athletics                                                                                               | 31,938 | |
| 11 de julio de 1944 | Nacional | 7–1 | Forbes Field | Pittsburgh Pirates                                                                                                   | 29,589 | |
| 10 de julio de 1945 | Juego cancelado por la Segunda Guerra Mundial, se iba a realizar en Fenway Park en Boston, Massachusetts.            | Juego cancelado por la Segunda Guerra Mundial, se iba a realizar en Fenway Park en Boston, Massachusetts.            | Juego cancelado por la Segunda Guerra Mundial, se iba a realizar en Fenway Park en Boston, Massachusetts.            | Juego cancelado por la Segunda Guerra Mundial, se iba a realizar en Fenway Park en Boston, Massachusetts.            | Juego cancelado por la Segunda Guerra Mundial, se iba a realizar en Fenway Park en Boston, Massachusetts.            | Juego cancelado por la Segunda Guerra Mundial, se iba a realizar en Fenway Park en Boston, Massachusetts.            |
| 9 de julio de 1946  | Americana | 12–0 | Fenway Park | Boston Red Sox | 34,906 | |
| 8 de julio de 1947  | Americana | 2–1 | Wrigley Field | Chicago Cubs | 41,123 | |
| 13 de julio de 1948 | Americana | 5–2 | Sportsman's Park | St. Louis Browns | 34,009 | |
| 12 de julio de 1949 | Americana | 11–7 | Ebbets Field | Brooklyn Dodgers | 32,577 | |
| 11 de julio de 1950 | Nacional | 4–3 (14 entradas) | Comiskey Park | Chicago White Sox | 46,127 | |
| 10 de julio de 1951 | Nacional | 8–3 | Briggs Stadium | Detroit Tigers | 52,075 | |
| 8 de julio de 1952  | Nacional | 3–2 | Shibe Park | Philadelphia Phillies                                                                                                | 32,785 | |
| 14 de julio de 1953 | Nacional | 5–1 | Crosley Field | Cincinnati Reds | 30,846 | |
| 13 de julio de 1954 | Americana | 11–9 | Cleveland Stadium | Cleveland Indians | 69,751 | |
| 12 de julio de 1955 | Nacional | 6–5 (12 entradas) | County Stadium | Milwaukee Braves | 45,643 | |
| 10 de julio de 1956 | Nacional | 7–3 | Griffith Stadium | Washington Senators                                                                                                  | 28,843 | |
| 9 de julio de 1957  | Americana | 6–5 | Busch Stadium | St. Louis Cardinals                                                                                                  | 30,693 | |
| 8 de julio de 1958  | Americana | 4–3 | Memorial Stadium | Baltimore Orioles | 48,829 | |
| 7 de julio de 1959  | Nacional | 5–4 | Forbes Field | Pittsburgh Pirates                                                                                                   | 35,277 | |
| 3 de agosto de 1959 | Americana | 5–3 | Memorial Coliseum | Los Angeles Dodgers                                                                                                  | 55,105 | |
| 11 de julio de 1960 | Nacional | 5–3 | Municipal Stadium | Kansas City Athletics                                                                                                | 30,619 | |
| 13 de julio de 1960 | Nacional | 6–0 | Yankee Stadium | New York Yankees | 38,362 | |
| 11 de julio de 1961 | Nacional | 5–4 (10 entradas) | Candlestick Park | San Francisco Giants                                                                                                 | 44,115 | |
| 31 de julio de 1961 | Igualdad | 1–1 | Fenway Park | Boston Red Sox | 31,851 | |
| 10 de julio de 1962 | Nacional | 3–1 | D.C. Stadium | Washington Senators                                                                                                  | 45,480 | Maury Wills, Los Angeles Dodgers (N)                                                                                 |
| 30 de julio de 1962 | Americana | 9–4 | Wrigley Field | Chicago Cubs | 38,359 | Leon Wagner, Los Angeles Angels (A)                                                                                  |
| 9 de julio de 1963  | Nacional | 5–3 | Cleveland Stadium | Cleveland Indians | 44,160 | Willie Mays, San Francisco Giants (N)                                                                                |
| 7 de julio de 1964  | Nacional | 7–4 | Shea Stadium | New York Mets | 50,850 | Johnny Callison, Philadelphia Phillies (N)                                                                           |
| 13 de julio de 1965 | Nacional | 6–5 | Metropolitan Stadium                                                                                                 | Minnesota Twins | 46,706 | Juan Marichal, San Francisco Giants (N)                                                                              |
| 12 de julio de 1966 | Nacional | 2–1 (10 entradas) | Busch Memorial Stadium                                                                                               | St. Louis Cardinals                                                                                                  | 49,936 | Brooks Robinson, Baltimore Orioles (A)                                                                               |
| 11 de julio de 1967 | Nacional | 2–1 (15 entradas) | Anaheim Stadium | California Angels | 46,309 | Tony Pérez, Cincinnati Reds (N)                                                                                      |
| 9 de julio de 1968  | Nacional | 1–0 | Astrodome | Houston Astros | 48,321 | Willie Mays, San Francisco Giants (N)                                                                                |
| 23 de julio de 1969 | Nacional | 9–3 | RFK Stadium | Washington Senators                                                                                                  | 45,259 | Willie McCovey, San Francisco Giants (N)                                                                             |
| 14 de julio de 1970 | Nacional | 5–4 (12 entradas) | Riverfront Stadium                                                                                                   | Cincinnati Reds | 51,838 | Carl Yastrzemski, Boston Red Sox (A)                                                                                 |
| 13 de julio de 1971 | Americana | 6–4 | Tiger Stadium | Detroit Tigers | 53,559 | Frank Robinson, Baltimore Orioles (A)                                                                                |
| 25 de julio de 1972 | Nacional | 4–3 (10 entradas) | Atlanta Stadium | Atlanta Braves | 53,107 | Joe Morgan, Cincinnati Reds (N)                                                                                      |
| 24 de julio de 1973 | Nacional | 7–1 | Royals Stadium | Kansas City Royals                                                                                                   | 40,849 | Bobby Bonds, San Francisco Giants (N)                                                                                |
| 23 de julio de 1974 | Nacional | 7–2 | Three Rivers Stadium                                                                                                 | Pittsburgh Pirates                                                                                                   | 50,706 | Steve Garvey, Los Angeles Dodgers (N)                                                                                |
| 15 de julio de 1975 | Nacional | 6–3 | County Stadium | Milwaukee Brewers | 51,480 | Bill Madlock, Chicago Cubs (N) Jon Matlack, New York Mets (N)                                                        |
| 13 de julio de 1976 | Nacional | 7–1 | Veterans Stadium | Philadelphia Phillies                                                                                                | 63,974 | George Foster, Cincinnati Reds (N)                                                                                   |
| 19 de julio de 1977 | Nacional | 7–5 | Yankee Stadium | New York Yankees | 56,683 | Don Sutton, Los Angeles Dodgers (N)                                                                                  |
| 11 de julio de 1978 | Nacional | 7–3 | San Diego Stadium | San Diego Padres | 51,549 | Steve Garvey, Los Angeles Dodgers (N)                                                                                |
| 17 de julio de 1979 | Nacional | 7–6 | Kingdome | Seattle Mariners | 58,905 | Dave Parker, Pittsburgh Pirates (N)                                                                                  |
| 8 de julio de 1980  | Nacional | 4–2 | Dodger Stadium | Los Angeles Dodgers                                                                                                  | 56,088 | Ken Griffey, Sr., Cincinnati Reds (N)                                                                                |
| 9 de agosto de 1981 | Nacional | 5–4 | Cleveland Stadium | Cleveland Indians | 72,086 | Gary Carter, Montreal Expos (N)                                                                                      |
| 13 de julio de 1982 | Nacional | 4–1 | Olympic Stadium | Montreal Expos | 59,057 | Dave Concepción, Cincinnati Reds (N)                                                                                 |
| 6 de julio de 1983  | Americana | 13–3 | Comiskey Park | Chicago White Sox | 43,801 | Fred Lynn, Los Angeles Angels (A)                                                                                    |
| 10 de julio de 1984 | Nacional | 3–1 | Candlestick Park | San Francisco Giants                                                                                                 | 57,756 | Gary Carter, Montreal Expos (N)                                                                                      |
| 16 de julio de 1985 | Nacional | 6–1 | Hubert H. Humphrey Metrodome                                                                                         | Minnesota Twins | 54,960 | LaMarr Hoyt, San Diego Padres (N)                                                                                    |
| 15 de julio de 1986 | Americana | 3–2 | Astrodome | Houston Astros | 45,774 | Roger Clemens, Boston Red Sox (A)                                                                                    |
| 14 de julio de 1987 | Nacional | 2–0 (13 entradas) | Oakland–Alameda County Coliseum                                                                                      | Oakland Athletics | 49,671 | Tim Raines, Montreal Expos (N)                                                                                       |
| 12 de julio de 1988 | Americana | 2–1 | Riverfront Stadium                                                                                                   | Cincinnati Reds | 55,837 | Terry Steinbach, Oakland Athletics (A)                                                                               |
| 11 de julio de 1989 | Americana | 5–3 | Anaheim Stadium | California Angels | 64,036 | Bo Jackson, Kansas City Royals (A)                                                                                   |
| 10 de julio de 1990 | Americana | 2–0 | Wrigley Field | Chicago Cubs | 39,071 | Julio Franco, Texas Rangers (A)                                                                                      |
| 9 de julio de 1991  | Americana | 4–2 | SkyDome | Toronto Blue Jays | 52,383 | Cal Ripken, Jr., Baltimore Orioles (A)                                                                               |
| 14 de julio de 1992 | Americana | 13–6 | Jack Murphy Stadium                                                                                                  | San Diego Padres | 59,372 | Ken Griffey, Jr., Seattle Mariners (A)                                                                               |
| 13 de julio de 1993 | Americana | 9–3 | Oriole Park at Camden Yards                                                                                          | Baltimore Orioles | 48,147 | Kirby Puckett, Minnesota Twins (A)                                                                                   |
| 12 de julio de 1994 | Nacional | 8–7 (10 entradas) | Three Rivers Stadium                                                                                                 | Pittsburgh Pirates                                                                                                   | 59,568 | Fred McGriff, Atlanta Braves (N)                                                                                     |
| 10 de julio de 1995 | Nacional | 3–2 | The Ballpark in Arlington                                                                                            | Texas Rangers | 50,920 | Jeff Conine, Florida Marlins (N)                                                                                     |
| 9 de julio de 1996  | Nacional | 6–0 | Veterans Stadium | Philadelphia Phillies                                                                                                | 62,670 | Mike Piazza, Los Angeles Dodgers (N)                                                                                 |
| 8 de julio de 1997  | Americana | 3–1 | Jacobs Field | Cleveland Indians | 44,916 | Sandy Alomar, Cleveland Indians (A)                                                                                  |
| 7 de julio de 1998  | Americana | 13–8 | Coors Field | Colorado Rockies | 51,267 | Roberto Alomar, Baltimore Orioles (A)                                                                                |
| 13 de julio de 1999 | Americana | 4–1 | Fenway Park | Boston Red Sox | 34,187 | Pedro Martínez, Boston Red Sox (A)                                                                                   |
| 11 de julio de 2000 | Americana | 6–3 | Turner Field | Atlanta Braves | 51,323 | Derek Jeter, New York Yankees (A)                                                                                    |
| 10 de julio de 2001 | Americana | 4–1 | Safeco Field | Seattle Mariners | 47,364 | Cal Ripken, Jr., Baltimore Orioles (A)                                                                               |
| 9 de julio de 2002  | Igualdad | 7–7 (11 entradas) | Miller Park | Milwaukee Brewers | 41,871 | ----- |
| 15 de julio de 2003 | Americana | 7–6 | U.S. Cellular Field                                                                                                  | Chicago White Sox | 47,609 | Garret Anderson, Los Angeles Angels (A)                                                                              |
| 13 de julio de 2004 | Americana | 9–4 | Minute Maid Park | Houston Astros | 41,886 | Alfonso Soriano, Texas Rangers (A)                                                                                   |
| 12 de julio de 2005 | Americana | 7–5 | Comerica Park | Detroit Tigers | 41,617 | Miguel Tejada, Baltimore Orioles (A)                                                                                 |
| 11 de julio de 2006 | Americana | 3–2 | PNC Park | Pittsburgh Pirates                                                                                                   | 38,904 | Michael Young, Texas Rangers (A)                                                                                     |
| 10 de julio de 2007 | Americana | 5–4 | AT&T Park | San Francisco Giants                                                                                                 | 43,965 | Ichiro Suzuki, Seattle Mariners (A)                                                                                  |
| 15 de julio de 2008 | Americana | 4–3 (15 entradas) | Yankee Stadium | New York Yankees | 55,632 | J. D. Drew, Boston Red Sox (A)                                                                                       |
| 14 de julio de 2009 | Americana | 4–3 | Busch Stadium | St. Louis Cardinals                                                                                                  | 46,760 | Carl Crawford, Tampa Bay Rays (A)                                                                                    |
| 13 de julio de 2010 | Nacional | 3–1 | Angel Stadium of Anaheim                                                                                             | Los Angeles Angels                                                                                                   | 45,408 | Brian McCann, Atlanta Braves (N)                                                                                     |
| 12 de julio de 2011 | Nacional | 5–1 | Chase Field | Arizona Diamondbacks                                                                                                 | 49,033 | Prince Fielder, Milwaukee Brewers (N)                                                                                |
| 10 de julio de 2012 | Nacional | 8–0 | Kauffman Stadium | Kansas City Royals                                                                                                   | 40,933 | Melky Cabrera, San Francisco Giants (N)                                                                              |
| 16 de julio de 2013 | Americana | 3–0 | Citi Field | New York Mets | 45,186 | Mariano Rivera, New York Yankees (A)                                                                                 |
| 15 de julio de 2014 | Americana | 5–3 | Target Field | Minnesota Twins | 41,048 | Mike Trout, Los Angeles Angels (A)                                                                                   |
| 14 de julio de 2015 | Americana | 6–3 | Great American Ball Park                                                                                             | Cincinnati Reds | 43,656 | Mike Trout, Los Angeles Angels (A)                                                                                   |
| 12 de julio de 2016 | Americana | 4–2 | Petco Park | San Diego Padres | 42,386 | Eric Hosmer, Kansas City Royals (A)                                                                                  |
| 11 de julio de 2017 | Americana | 2–1 (10 entradas) | Marlins Park | Miami Marlins | 37,188 | Robinson Canó, Seattle Mariners (A)                                                                                  |
| 17 de julio de 2018 | Americana | 8–6 (10 entradas) | Nationals Park | Washington Nationals                                                                                                 | 43,843 | Alex Bregman, Houston Astros (A)                                                                                     |
| 9 de julio de 2019  | Americana | 4–3 | Progressive Field | Cleveland Indians | 36,747 | Shane Bieber, Cleveland Indians (A)                                                                                  |
| 14 de julio de 2020 | Juego cancelado debido a la Pandemia de COVID-19, se iba a realizar en el Dodger Stadium en Los Ángeles, California. | Juego cancelado debido a la Pandemia de COVID-19, se iba a realizar en el Dodger Stadium en Los Ángeles, California. | Juego cancelado debido a la Pandemia de COVID-19, se iba a realizar en el Dodger Stadium en Los Ángeles, California. | Juego cancelado debido a la Pandemia de COVID-19, se iba a realizar en el Dodger Stadium en Los Ángeles, California. | Juego cancelado debido a la Pandemia de COVID-19, se iba a realizar en el Dodger Stadium en Los Ángeles, California. | Juego cancelado debido a la Pandemia de COVID-19, se iba a realizar en el Dodger Stadium en Los Ángeles, California. |
| 13 de julio de 2021 | Americana | 5–2 | Coors Field | Colorado Rockies | 49,184 | Vladimir Guerrero Jr., Toronto Blue Jays (A)                                                                         |
| 19 de julio de 2022 | Americana | 3–2 | Dodger Stadium | Los Angeles Dodgers                                                                                                  | 52,518 | Giancarlo Stanton, New York Yankees (A)                                                                              |
| 11 de julio de 2023 | Nacional | 3–2 | T-Mobile Park | Seattle Mariners | 47,159 | Elías Díaz, Colorado Rockies (N)                                                                                     |
| 16 de julio de 2024 | Americana | 5-3 | Globe Life Field | Texas Rangers | 39,343 | Jarren Durán, Boston Red Sox (A)                                                                                     |
| 15 de julio de 2025 | Nacional | 6-6 (LN gana en desempate)                                                                                           | Truist Park | Atlanta Braves | 41,702 | Kyle Schwarber, Philadelphia Phillies (N)                                                                            |
| julio de 2026       | | | Citizens Bank Park                                                                                                   | Philadelphia Phillies                                                                                                | | |

## Series ganadas
| Liga Americana | Liga Nacional | Empates        |
| -------------- | ------------- | -------------- |
| 48             | 45            | 2 (1961, 2002) |